# Meri Dawitaschwili
Meri Dawitaschwili (georgisch მერი (მარიამ) შალვას ასული დავითაშვილი, Transkription Meri (Mariam) Schalwas assuli Dawitaschwili, wiss. Transliteration Meri (Mariam) Šalvas asuli Davit̕ašvili; russisch Мария (Мэри, Мариам) Шалвовна Давиташвили, Transkription Marija (Meri, Mariam) Schalwowna Dawitaschwili, wiss. Transliteration Marija (Mėri, Mariam) Šalvovna Davitašvili; geboren am 13. März 1924 in Tbilissi, Georgische SSR; gestorben am 17. Februar 2014) war eine sowjetische bzw. georgische Komponistin und Hochschullehrerin.

## Leben
Meri Dawitaschwili wurde in Tiflis geboren und absolvierte 1941 das Music College in Kutaissi. Anschließend studierte sie an der Fakultät für Musiktheorie und Musikgeschichte am Staatlichen Wano-Saradschischwili-Konservatorium in Tiflis und schloss das Studium 1946 in der Klasse für Komposition bei Andria Balantschiwadse ab, dem Bruder des Choreographen George Balanchine. Im selben Jahr wurde sie Mitglied im Sowjetischen Komponistenverband.
Im Georgischen Komponistenverband war sie von 1954 bis 1968 Leiterin der Abteilung Musik für Kinder. Im Vorstand des Verbands wirkte sie ab 1956, von 1968 bis 1990 war sie leitende Sekretärin des Verbands. Darüber hinaus war sie ab 1968 Vorsitzende der Georgischen Kommission für Musikerziehung der Kinder und leitete von 1972 bis zu ihrem Lebensende das Organisationskomitee der Georgischen Kinder- und Jugendmusikwoche, ein Festival, das 2010 nach ihr benannt wurde. Zudem nahm sie an Kongressen der International Society for Music Education (ISME) teil, etwa 1970 in Moskau und 1976 in der Schweiz.
Ab 1973 lehrte Dawitaschwili am Wano-Saradschischwili-Konservatorium in Tiflis als Dozentin für die Fächer Polyphonie, Orchestrierung, Grundlagen der Kompositionslehre und Partiturlesen. 1994 erhielt sie den Professorentitel, bis 2006 war sie als Hochschullehrerin aktiv.
2011 erschien ihre Autobiographie unter dem Titel Erinnerungen an vergangene Tage.
Sie starb am 17. Februar 2014, kurz vor ihrem 90. Geburtstag. Ihre Grabstätte befindet sich auf dem Friedhof Saburtalo Pantheon in Tiflis.

## Schaffen
Meri Dawitaschwilis kompositorisches Schaffen umfasst Werke in verschiedenen Genres. Sie schrieb zwei Kinderopern, Kadschana (1966) und Nazarkekija (1972), sowie das Ballett Die Hochzeit der Sonne, uraufgeführt 1956 am Staatlichen Sacharia-Paliaschwili-Theater für Oper und Ballett. Hinzu kommen zwei Orchestersuiten, Kammermusik und Klavierwerke, ferner Chor- und Vokalmusik, darunter Lieder, Romanzen und Kinderlieder zu Texten u. a. von Anna Pawlowna Kalandadse. Sie verfasste auch Musik für Bühnenstücke und fürs Kino, vor allem für Kinder- und Zeichentrickfilme wie Hochzeit der Eichelhäher (Сва́дьба со́ек, 1957) oder Floh und Ameise (Блоха и муравей, 1971).
Zu ihren bekanntesten Werken zählt Fantasy Concerto (фантазия и концерт) für Klavier und Orchester aus dem Jahr 1956, das u. a. von Gjulnara Kawtaradse unter Odissei Dimitriadi auf Tonträger eingespielt wurde.

## Auszeichnungen
Zu Zeiten der Georgischen SSR wurde Meri Dawitaschwili mit den Ehrentiteln Verdiente Künstlerin (1960) und Volkskünstlerin (1976) ausgezeichnet. 1974 erhielt sie die Iakob-Gogebaschwili-Medaille, 1981 den Schota-Rustaweli-Staatspreis.
In postsowjetischer Zeit wurde sie 1994 mit dem Iakob-Gogebaschwili-Preis und 1997 mit dem Ehrenorden Georgiens ausgezeichnet. 2005 wurde sie zur Ehrenbürgerin des Kurorts Bordschomi ernannt, 2011 zur Ehrenbürgerin der Hauptstadt Tiflis.